# اپالریستت
اپالریستت (به انگلیسی: Epalrestat) با فرمول شیمیایی C۱۵H۱۳NO۳S۲ یک ترکیب شیمیایی با شناسه پاب‌کم ۱۵۸۴۸۲۲ است. که جرم مولی آن ۳۱۹٫۴۰۱ g/mol می‌باشد.